# 碕理人
碕 理人（さき まさと、1991年3月1日 - ）は、日本の俳優である。株式会社トキエンタテインメント所属。

## 人物
- 京都府出身。身長179cm、血液型O型。
- 資格：普通自動車運転免許／中型二輪運転免許
- 経験：ダンス／歌唱／アクロバット／サッカー／剣道／柔道／ボクシング
- 趣味：アニメ、DVD鑑賞、映画鑑賞
- 座右の銘：「一期一会」「ONE FOR ALL ALL FOR ONE」
- 好物：ラーメン
- 苦手：ジェットコースター、飛行機（高所恐怖症）、お化け屋敷、虫
- 東京ダンス&アクターズ専門学校卒業。
- 愛称は「さっきー」「理人(りひと)」。ドイツ語で光を意味する「LiCHT」から名付けられたがキラキラネームになるのを避けるために「理人(まさと)」になった（本人談）
- 弟と妹がいる。
- 自身のブログタイトルやアーティスト名には「LiCHT」を使用している。なお、アーティスト「LiCHT」はドイツにいる設定になっている。
- 事務所の先輩である加藤良輔と親しく、頻繁に加藤のイベントのMCやゲストとして登壇している。

- 杉江大志とキャストサイズチャンネルにてMC番組している「大志と理人の10年タイトル決まらへん〜猪突猛進・マジメに体当たり〜」の略称は「じゅっきま」、リスナーのことは「うりぼう」と呼んでいる。
- 生配信サービスONSTAGEの自身の番組『碕理人のふらっとおいでやす。』の略称は「さきふら」
- bamboo officialチャンネル『さきまさとのひとりでできるもん - ウェイバックマシン（2020年11月1日アーカイブ分）』の略称は「サキモン」

## 出演

### 舞台
2010年 - 2013年
- 骨髄移植推進キャンペーンミュージカル「明日への扉」 - ダンサー 役
- 東京ダンス&アクターズ専門学校公演
  - 中間公演「月の教室」 - 哲也 役
  - 進級公演「ハロー・グッドバイ」
  - 中間公演「ゴジラ」 - ゴジラ 役
  - 卒業公演「ステージ・ドア」 - サム・ヘスティング 役
- in the blue（2011年8月16日 ‐ 22日、SPACE107） - 松岡 役
- オレンジ 命の奇跡（2012年2月29日 ‐ 3月4日、銀座博品館劇場） - ライブハウス店員 役、他
- プール・サイド・ストーリー（2012年7月12日 - 16日、明石スタジオ） - 中嶋一平 役
- liberalfamily第三回公演「スタンド・byme」（2012年10月11日 - 14日、スタジオtwl） - 主演 男 役
- 眠れぬ町の王子様（11月28日 - 12月2日、全労済ホール スペース・ゼロ） - 仁役
  - 眠れぬ町の王子様DVD発売イベント「black angel 1日限りのOPEN！」（2013年3月24日、六本木 RISTORAZIONE LE G. A）
- 〜朗読☆男子〜春の朗読週刊　情熱の在処（2013年4月10日 - 14日、笹塚ファクトリー） - 新堀瑠都 役
- 眠れぬ町の王子様〜dreams like bubbles of champagne〜（2013年8月28日 - 9月1日、シアターサンモール） - 逢坂仁 役
  - BACS Award!2013（2013年8月5日 - 6日、新宿FACE）

2014年
- ミュージカル『テニスの王子様』2ndシーズン - 忍足謙也 役
  - 青学vs四天宝寺（2013年12月19日 - 2014年3月3日、日本青年館 他）
  - ミュージカル『テニスの王子様』春の大運動会2014（2014年4月26日、横浜アリーナ）
  - 全国大会 青学vs立海（2014年7月12日 - 9月28日、TOKYO DOME CITY HALL 他）
  - ネルフェス2014 in 武道館（2014年11月7日、日本武道館） - 忍足謙也 役
  - Dream Live2014（2014年11月、さいたまスーパーアリーナ 他）
- ニューヨークで猫を殺す方法（2014年12月24日 - 28日、シアターグリーン BIG TREE THEATER） - 松木祐 役
  - 『ニューヨークで猫を知る方法』上映会&考察会（2015年8月24日 - 25日、TOHOシネマズ六本木ヒルズ）

2015年
- ミュージカル「ハートの国のアリス」（2015年2月4日 - 11日、全労済ホール スペース・ゼロ） - エース 役
  - ガールズアトラクション冬祭2014（2015年1月12日、マルイシティ渋谷9Fガールズアトラクション内）
  - DVD発売記念イベント（2015年8月1日）
- ふしぎ遊戯（2015年3月19日 - 29日、品川プリンスホテル クラブeX） - 翼宿 役
- MOON & DAY〜うちのタマ知りませんか?〜（2015年5月2日 - 6日、全労済ホール スペース・ゼロ） - 堺雅之 役
- 眠れぬ夜のホンキートンクブルース第二章〜飛躍〜（2015年5月30日 - 6月19日、紀伊国屋ホール 他） - 麟太郎 役
- A.&C.-アダルトチルドレン-（2015年8月12日 - 16日、中野ザ・ポケット） - W主演 暖治 役
  - DVD上映会（2016年6月6日、TOHOシネマズ新宿）
- 音楽劇「金色のコルダBlue♪Sky First Stage」（2015年9月4日 - 13日、全労済ホール スペース・ゼロ） - 東金千秋 役
  - 金色のコルダ Blue♪Sky 全国学生音楽コンクール（2015年10月25日、豊洲PIT）ゲスト出演
- ワタルームプロデュース5 ―芸祭―（2015年10月7日 - 12日、中野ザ・ポケット）
- PRINCE KAGUYA（2015年11月28日 - 12月13日、銀座博品館劇場 他） - サン役

2016年
- ミュージカル『ハートの国のアリス〜The Best Revival〜』（2016年1月16日 - 24日、全労済ホール スペース・ゼロ） - エース 役
- ハンサム落語 第七幕（2016年2月5日 - 20日、赤坂RED/THEATER 他）
  - ハンサム落語 第七幕トークショー＆サイン会（2016年2月18日、タワーレコード難波店）
- 暁のヨナ（2016年3月16日 - 21日、EX THEATER ROPPONGI） - スウォン 役
  - チケット発売記念イベント（2016年3月3日、animate hall SHINJUKU）
- クジラの子らは砂上に歌う（2016年4月14日 - 19日、AiiA 2.5 Theater Tokyo） - リョダリ　役
- ミュージカル「魔界王子devils and realist」（2016年6月1日 - 5日、全労済ホール スペース・ゼロ） - ジル・ド・レイ 役
  - CLIE Summer Festival 2017（2017年7月4日、シアターGロッソ）
- ミュージカル「TARO URASHIMA」（2016年8月11日 - 15日、明治座） - ヒラメン 役
  - 魚と行く！水族館ツアー（2016年10月15日、八景島シーパラダイス）
- 音楽劇「金色のコルダ Blue♪Sky Prelude of 至誠館」（2016年9月28日 - 10月2日、シアター1010） - 東金千秋 役
  - キャスト登壇スペシャルイベント（2016年9月18日、ニコニコ本社）
- ハンサム落語 第八幕（2016年11月1日 - 13日、CBGKシブゲキ!! 他）
- 音楽劇「金色のコルダ Blue♪Sky Second Stage」（2016年12月8日 - 18日、全労済ホール スペース・ゼロ） - 東金千秋 役
  - DVD発売記念イベント（2017年8月12日）

2017年
- キリンバズウカ コルドファン公演vol.2「都道府県パズル2017」（2017年1月18日 - 23日、新宿シアターミラクル） - チームB鴨下亨 役
- 朗読劇「旅猫リポート」（2017年1月25日 - 29日、銀座 博品館劇場） - ナナ / サトル 役
- SENGOKU WARS〜RU・TENエピソード2〜猿狸合戦（2017年2月25日 - 26日、東京芸術劇場 シアターイースト） - 織田信雄、柴田勝家 役
- ミュージカル「雪のプリンセス」（2017年4月5日 - 9日、全労済ホール スペース・ゼロ） - クリス 役
  - 生男ch 番外公開放送〜ミュージカル「雪のプリンセス」〜（2017年3月20日、新宿ロフトプラスワン）
- 薄桜鬼SSL 〜sweet school life〜 THE STAGE　ROUTE 斎藤一（2017年4月21日 - 30日、シアターサンモール） - 永倉新八 役
- 劇団ホチキス第36回公演「あちゃらか」（2017年6月3日 - 18日、吉祥寺シアター） - 邪空 役
- 夢王国と眠れる100人の王子様 ～Prince Theater～（2017年7月21日 - 25日、AiiA 2.5Theater Tokyo） - マッドハッター 役
- 煉獄に笑う（2017年8月24日 - 9月10日、サンシャイン劇場 他） - 百地獅子丸 役
- ミュージカル「魔界王子　devils and realist」the Second spirit（2017年11月4日 - 12日、新宿FACE） - ジル・ド・レイ 役
  - プレイベント～魔界のハロウィンパーティーへようこそ～（2017年10月22日、ロフトプラスワン）
- ゆく年く・る年冬の陣 師走明治座時代劇祭（2017年12月28日 - 2018年1月13日、明治座 / 梅田芸術劇場） - 霧隠才蔵 役

2018年
- マリアビートル（2018年2月14日 - 18日、全労済ホール スペース・ゼロ） - 檸檬 役
- 白痴（2018年3月28日 - 4月1日、CBGKシブゲキ!!） - 家鴨 役
- ホチキス第39回公演「あちゃらか２〜ねずみの唄は花火と共に〜」（2018年6月20日 - 6月24日、博品館劇場） - 邪空 役
- ミュージカル「GRIEF 7」（2018年7月26日 - 31日、俳優座劇場） - グニョン 役
  - 公演記念イベント（2018年6月27日、新宿ロフトプラスワン）
  - CDリリース記念イベント（2019年1月29日、タワーレコード新宿店）
- 『ミスクリエイション』彼が怪物だったのか、それとも僕たちだったのか（2018年8月15日 - 19日、ワーサルシアター八幡山劇場）[1]
- 銀河英雄伝説 Die Neue These（2018年10月25日 - 28日、Zeppダイバーシティ東京） - ジャン・ロベール・ラップ 役
- ミュージカル『テニスの王子様』3rdシーズン - 渡邊オサム 役
  - 青学vs四天宝寺（2018年12月20日 - 2019年2月17日、日本青年館ホール 他）

2019年
- BLACK BIRD（2019年3月27日 - 31日、博品館劇場） - 前鬼 役[2]
- ミュージカル『テニスの王子様』3rdシーズン - 渡邊オサム 役
  - TEAM Party SHITENHOJI（2019年5月23日 - 6月1日、日本青年館ホール 他）
  - 全国大会 青学vs立海 前編（2019年7月11日 - 9月29日、TOKYO DOME CITY HALL 他）
  - 秋の大運動会 2019（2019年10月8日 - 9日、横浜アリーナ）
- 銀河英雄伝説 DIe Neue These〜第三章 嵐の前〜（2019年10月24日 ‐ 11月3日、Zepp DiverCity / Zepp Namba）
- 舞台「BIRTHDAY」（2019年11月27日 ‐ 12月1日、こくみん共済coopホール／スペース・ゼロ）

2020年
- おとぎ裁判 第2審 ～戦慄の誘拐パレード ビッグマウスにご用心♪～（2020年1月10日 - 19日、CBGKシブゲキ!!）
  - 公演直前イベント（2020年1月7日、池袋虜）
- Dream Lesson~2020 in 春（2020年3月3日 ‐ 8日、劇場MOMO）
- ミュージカル『テニスの王子様』3rdシーズン - 渡邊オサム 役
  - Thank-you Festival 2020（2020年3月1日、カルッツかわさき ホール）
  - Dream Live 2020（2020年5月22日 - 24日、大阪城ホール / 5月29日 - 31日、ぴあアリーナ）[解説 1]
    - Dream Stream（11月15日）⇒Dream Live 2020の代替配信
- RE:CLAIM（2020年4月23日 - 29日、あうるすぽっと/ 5月2日 - 3日、COOL JAPAN PARK OSAKA TTホール） - 志岐 役[解説 1]
- 闇劇「獄都事変」（2020年7月11日 - 19日、新宿FACE） - 平腹 役[解説 2]
- 朗読劇「Rusted kingdom」（2020年8月1日 - 2日、浜離宮朝日ホール） - 日替わり
- お魚は無呼吸でも死なない（2020年9月30日 - 10月4日、六本木トリコロールシアター） - 日替わり
- おとぎ裁判 第3審～魔法の豆はマネーまみれ　キミのハートをジャックする♪～（2020年12月12日 - 19日、紀伊國屋サザンシアター TAKASHIMAYA） - ヴィクトール 役

2021年
- 伊賀の花嫁 冬の陣2021「言いわけ編」・『ママの里帰り』（2021年1月19日、シアターサンモール）[解説 1]
- 10・Quatre第13回本公演『長雨と伽藍』（2021年3月31日 - 4月4日、中野ザ・ポケット） - W主演 神谷耕一郎 役
- 舞台「時空 陰陽師」（2021年4月15日 - 18日、ラゾーナ川崎プラザソル） - 蘆屋道満 役
- 舞台「Another lenz」（2021年5月15日 - 23日、新宿FACE） - 藤原タカシ 役[3]
- ハンサム落語 2021（2021年5月22日 - 31日、浅草花劇場）
- 舞台『あの頂上を目指して～14年越しの奇跡～』（2021年7月28日 - 8月1日、恵比寿・エコー劇場） - 主演 平山良輔 役
- Reading Drama『5 years after』ver.6～NKTNS～（2021年7月6日 - 11日、赤坂レッドシアター）
- 春風外伝2021（2021年10月21日 - 25日、新国立劇場 中劇場） - 文三 役
- 朗読劇「M•A•D朗毒」（2021年11月19日 - 28日、横浜赤レンガ倉庫 1号館3Fホール）
- 朗読劇「終末のReコード」（2021年12月6日・7日、シアターグリーン BIG TREE THEATER）

2022年
- 本格文學朗読演劇 極上文學第16弾 「ジキルとハイド」（2022年1月22日 - 30日、紀伊國屋サザンシアターTAKASHIMAYA） - アターソン 役
- 朗読劇「幽霊ハウス」同棲編（2022年4月6日 - 10日、新宿村LIVE）
- 10･Quatre 本公演vol.14 「Ondulation〜オンデュラシオン〜」（中野 テアトルBONBON）
- 劇団TEAM-ODAC 第39回本公演「舞台・破天荒フェニックス〜いつだって始まっている〜」（2022年6月1日 - 5日、シアターサンモール） - 中沢部長 役
- Monkey Works Vol.07「押忍！更級高校応援団！」（2022年7月6日 - 10日、アルファ東京）
- 会話劇「眠りたい眠りたくないfeat.太田夢莉」（2022年9月17日、YMCAアジア青少年センター スペースYホール）
- 舞台「新選組始末記」（2022年11月11日 - 20日、ヒューリックホール東京）- 中村半次郎 / 吉島力 役[4]
- 朗読劇「ハッピーメリークリスマス」（2022年12月22日 - 24日、アトリエファンファーレ東新宿）

2023年
- おとぎ裁判 第4審 （2023年3月25日 - 4月2日、CBGKシブゲキ!!）- ビート 役
- 舞台「漫才ギャング -リローデッド-」（2023年5月4日 - 21日、博品館劇場）- 佐山 役
- 劇団「ハイキュー!!」旗揚げ公演（2023年8月19日 - 27日、品川プリンスホテル ステラボール）‐ 鳥養繋心 役
- ハンサム落語2023（2023年10月4日 - 9日、CBGKシブゲキ!! / 10月13日 - 5日、シアター朝日）[5]
- 舞台 華の天羽組 -天京戦争編-powered by ヒューマンバグ大学（2023年12月9日 - 17日、品川プリンスホテル クラブeX）- 野田一 役[6]

2024年
- 皇帝ロックホッパー CHERRY BOYS ~GRADUATRON~ (2024年2月2日 - 11日、上野ストアハウス) - 鳥居新 役
- 舞台『それぞれの為』2024 (2024年2月21日 - 27日、シアターKASSAI) - 善福字日美鬼 役
- NIKKATSU×LEGENDSTAGE CINEMATIC STAGE『東京流れ者』（2024年3月30日 - 31日、京都劇場 / 4月10日 - 15日、シアター1010） - 田中一郎 役[7]
- 舞台『パリピ孔明』（2024年5月3日 - 6日、天王洲 銀河劇場 / 5月10日・11日、サンケイホールブリーゼ） - 唐澤 役[8]
- 異形の血を継ぐ者『散れ桜よ、刻天ノ証ニ 2024』（2024年6月19日 - 24日、俳優座劇場）[9]
- ゼロテラ /001+『新約クラド』(2024年7月11日 - 14日、六行会ホール) - 八戸掛キュウセン 役
- 音楽朗読劇『千夜星霜〜商人アンヘルトの宴は砂に歌う〜』（2024年8月21日 - 25日、あうるすぽっと） - カシーム 役[10]
- 舞台『理系が恋に落ちたので証明してみた。』（2024年9月12日 - 16日、こくみん共済 coop ホール/スペース・ゼロ） - 犬飼虎輔 役[11]
- ACTORS×BATTLE II（2024年12月28日・29日、シアターグリーン BASE THEATER）[12]

2025年
- @emotion presents Expression Vol.10 金『IKIZAMA』（2025年1月15日 - 19日、六行会ホール）[13]
- 劇団『ハイキュー!!』“出逢い”（2025年5月17日 - 6月1日、品川プリンスホテル ステラボール 他） - 烏養繋心 役[14]
- NOVA.companyプロデュース『ISHIN-医新-』（2025年8月27日 - 31日〈予定〉、六行会ホール）[15]

ゲスト出演
- 片恋。（2015年8月26日、中野ザ・ポケット）
- ミュージカル『青春-AOHARU-鉄道』（2015年11月19日、全労済ホール スペース・ゼロ） - 山手線 役
- おん・すてーじ『真夜中の弥次さん喜多さん』（2016年1月14日、東京ドームシティ シアターGロッソ）
- 舞台「上手」〜宝くじ当たったんでやります〜（2016年8月28日、俳優座劇場）
- ホチキス短編集vol.2「ホチキスミュージアム」（2017年1月14日・16日、中野劇場MOMO）
- 文劇喫茶シリーズ第一弾　舞台「それから」（2017年5月7日、俳優座劇場）
- BOYS☆TALK/DANDYS☾TALK（2018年6月８日、CBGKシブゲキ!!）
- BOYS★TALK 第4弾（2019年6月9日、全労済ホール スペース・ゼロ）
- トレンディは突然に（2023年7月17日、シアターサンモール）[16]

### テレビ
- ミュージックステーションスペシャル（テレビ朝日） - 大塚愛 バックダンサー
- ロンドンハーツ3時間SP ドッキリ企画「リフティング・マイ・ドリーム」（2013年3月、テレビ朝日） - 清家 役
- 金曜プレステージ外科医 鳩村周五郎13（2014年7月4日、フジテレビ）
- 神様のボート（2013年3月、NHK-BS）
- 私たちがプロポーズされないには、101の理由があってだな シーズン2 #31（2015年12月、LaLa TV） - ハワイ男鈴木 役
- 「ブタイモン」ハンサム落語アワー#9（2016年9月4日、TOKYO MX）
  - DVD発売記念イベント～イベントまでジャックしちゃいました！ｂｙサキスケ～（2017年3月1日、ユーロライブ）
- 就活家族 〜きっと、うまくいく〜 第1話（2017年1月、テレビ朝日） - ホスト 役
- あにレコTV （2020年2月24日、テレビ東京）
- 七人の秘書 第５話（2020年11月19日、テレビ朝日）

### ラジオ
- 舞台やろうっ！黒羽麻璃央の音言（ねごと）（2016年8月1日 - 14日、USEN放送 C-43ch）

### CM
- HEIWA（2011年9月）
- はたちの献血（2011年12月、日本赤十字社）

### 声の出演
- 恋するおやすみコール（2017年6月27日 - 2018年4月27日配信） - 西寺レノ 役

### 映画
- バニラボーイ トゥモロー・イズ・アナザー・デイ（2016年9月3日） - 菊原 役
- グリーンバレット（2022年8月26日） - 市瀬　充　役

### Web
冠番組
- bamboo shoot TV（2012年12月1日 - 、YouTube）
- 大志と理人の10年タイトル決まらへん〜猪突猛進・マジメに体当たり〜（2016年8月23日 - 、ニコニコ動画キャストサイズチャンネル）
  - 大志と理人の『じゅっきま!』〜うりぼう合同集会〜（2017年10月9日、渋谷シダックスカルチャーホールA）
  - 『じゅっきま！6周年』公開収録イベント（2022年9月17日、YMCAアジア青少年センター　スペースYホール）
- 碕理人のふらっとおいでやす。（2020年2月28日 ‐ ）
- bamboo official channel - ウェイバックマシン（2020年11月1日アーカイブ分）（2020年4月15日開設） - 個人放送タイトル『さきまさとのひとりでできるもん』

WEB作品
- Streaming drama『今日のどこかで』（2020年9月5日、mevie）

配信イベント
- 碕松特別生配信～今だからこそ先(碕)を見据えて、待つ(松)のも大事～（2020年6月14日）
- 加藤良輔 Online Event（2020年8月30日）
- カレンダー発売記念オンライントーク会（2020年12月20日）
- bambooプチ忘年会2020 inニコ生 （2020年12月28日 - 29日）
- 碕理人 Anniversary Online Event 30×10 （2021年3月6日）
- bamboo official fan site 開設5周年記念オンラインサイン会（2021年6月27日）

ゲスト出演
- まめ知識っス 6話（BeeTV）
- webTV「エンタの素」（2012年11月1日）
- 楽屋の神様　〜君と一緒に@LOVEパンチ〜（2012年11月21日）
- キャストサイズチャンネル
  - キャストサイズニュース（#15、#26、#34、#37、#46、#76）
  - お好きにど～ぞ（2015年5月4日）、お好きに忘年会2時間スペシャル！（2017年12月12日）
  - 海の家でも働くよ！前内社長と社員たちスペシャル！（2015年7月30日、Beach House EDEN）
  - キャスト祭ズ（2016年7月9日、晴海客船ターミナルホール）
  - （鯛）●●ファクトリー （第24回企画会議、第55回企画会議）
  - 平野良の思いッきり木曜日（第二十一夜、第三十四夜）
  - キャスト祭ズ vol.3（2018年6月9日、晴海客船ターミナルホール）
  - 『おとぎ裁判』第２審・本番直前クリスマスイブ・SP番組！
  - お好きにビクトリー （第五十九夜）
  - 『キャストサイズスペシャルトークライブ』第一部（2020年2月29日、渋谷egg-man）
- ココロと身体ミュージック「Vol.1」「Vol.2」
- livedoorニュース『安西慎太郎×碕 理人』
- 2.5Dオフィシャル番組「What’s 2.5D？」#9
- 永田聖一朗・松村優のWhat do you say?（2019年10月20日）
- 生配信 ONSTAGE
  - ふじげあそなが（2020年1月8日）
  - 君沢ユウキとお部屋で喋らNIGHT？Happyhour（2020年5月31日・10月12日）

### PV
- DaizyStripper「春めく僕ら」（2010年3月3日）

### イベント・ライブ
個人
- 碕理人24thバースデーイベント（2015年2月28日・3月1日、時事通信ホール 他）
- 碕理人「TOY」発売リリースイベント（2015年7月5日、渋谷GARRET udagawa）
- 碕理人ソロイベント2017〜"母の日"そして"碕の日"〜（2017年5月14日、LOFT9 Shibuya）
- 碕理人&松本祐一 Birthday Event 2018 in 屋形船（2018年2月24日、品川）
- 碕理人ソロイベント2018〜"碕の日"みんなでワイワイパーティー〜（2018年9月15日、阿佐ヶ谷ロフトA）
- 碕理人＆松本祐一イベント2019〜遠足編〜（2019年6月15日、さがみ湖プレジャーフォレスト）
- 碕理人ソロイベント2019〜碕の日、今年もやらなきゃ終われnight〜（2019年11月9日、LOFT HEAVEN）
- 碕理人 Birthday Event 2022（2022年2月26日、IID 世田谷ものづくり学校）
- 碕理人のおいでやす　〜え、一人で喋るの？イベント久々で不安です〜（2022年10月22日、地球星）
- 碕理人のおいでやす vol.2〜新年あけましておめでとうどすえ〜（2023年1月15日、地球星）

bamboo関連イベント
- bamboo shootTVの公開収録&イベント（2014年5月18日、Creator's District608）
- bamboo shootTVイベント#2（2014年12月6日、J-SQUARE）
- bamboo大忘年会2015（2015年12月28日、新宿ロフトプラスワン）
- banbooファンツアー2016（2016年2月27日・28日、群馬県・水上温泉）
- カレンダー発売記念イベント特典サイン会（2016年11月23日、宮益坂十間スタジオ　Aスタジオ）
- bamboo大忘年会2016（2016年12月27日、新宿ロフトプラスワン）
- bambooファンツアー2017（2017年3月4日・5日、埼玉県 秩父方面）
- カレンダー発売記念イベント特典サイン会（2017年11月18日、J-SQUARE）
- bambooファンツアー2018（2018年10月7日・8日、静岡県 伊東方面）
- カレンダー発売記念イベント特典サイン会（2018年11月10日、VACANT）
- bamboo大忘年会2018 in 大阪（2018年12月27日、ロフトプラスウェスト）
- bambooファンツアー2019（2019年9月15日・16日、栃木県 那須方面）
- カレンダー発売記念イベント特典サイン会（2019年10月22日・11月25日、浅草橋ヒューリックホール / 大崎ブライトコアホール）
- bamboo大忘年会2019（2019年12月30日、新宿ロフトプラスワン）

加藤良輔関連イベント
- MASH UP
  - vol.2（2012年3月25日、Shibuya Milkyway）
  - vol.3（2012年9月1日 - 2日、原宿アストロホール）
  - vol.4（2012年10月8日、WWW）
  - vol.5（2013年1月7日、代官山UNIT）
- 良輔だらけ Part.3【"良輔 High School" 3年5組】（2012年11月3日、LOOP ANNEX）
- ソロイベント「良輔だらけPart4〜29th Birthday Party〜」（2013年3月23日、トランプルーム）
- 加藤良輔10周年&Birthdayイベント〜10×30 AnniBirthday〜（2014年3月29日、星陵会館）
- RSK&LiCHT Autumn Fes. 2015（2015年11月8日、渋谷GARRET udagawa）
- RSK Live★Come Closer!!（2016年7月22日、SHIBUYA TAKE OFF 7）
- RSK ワンマン LIVE "FUNKY DAYS"（2017年11月23日、池袋 RUIDO K3）
- "ADACHI HOUSE"×"RSK presents.GROOVY ON"（2019年5月3日、DESEO mini with VILLAGE VANGUARD）

ゲスト出演
- 杉江大志 1stファンミーティング♪in東京〜10日遅れのバースデートークショー〜（2014年5月17日、ホテル椿山荘東京）
- 俳優×芸人イベント「遊ぶライブ90分」「話すライブ60分」（2015年4月5日、あるあるYY劇場）
- 黒羽麻璃央 23rd Birthday Party!!（2016年7月31日、STARDUST） - シークレットMC
- 即興芝居×即プレビュー「potluck12」（2016年12月22日、原宿アストロホール）
- 即興芝居×即プレビュー「potluck13」（2017年11月20日 - 21日、原宿アストロホール）
- 米原単独vol.8（2018年2月26日、新宿ロフトプラスワン）
- ヨースケコースケ YK FES 2018 spring（2018年3月3日、代官山UNIT）
- 髙木俊・寺山武志の「トビセカ!!」〜チョチョチョチョレンジ〜（2018年3月9日 - 3月11日、品川プリンスホテル クラブeX）
- 北川尚弥 Birthday イベント一部（2018年5月12日、スクエア荏原）
- 「上田堪大・碕理人・北川尚弥　おでかけ! in 横浜」番組上映会&番組イベント（2018年8月4日、東京証券会館ホール）
- 劇タメ！新宿フルスロットル学園（2018年9月16日・17日、紀伊國屋ホール）
- メンズヘラクレス～冬の大文化祭～一部（2018年11月25日、WALL＆WALL）
- 古谷大和2020カレンダー発売記念イベント二部（2019年12月22日、YMCAアジア青少年センタースペースYホール）
- 毎熊宏介 26th バースデーイベント〜second stage〜（2022年9月4日、R's アートコート 労音大久保会館）

## 作品

### 音楽CD
- ファーストアルバム「TOY」（2015年7月5日）

### ドラマCD
- File.1「探偵部危機!?　生徒会長の野望」（2016年5月28日）
- File.2「部長消失 二人の迷探偵!?」（2016年5月28日）

### DVD
- ブタイモン「ハンサム落語アワー」　東京編
- キャストサイズチャンネル4周年記念作品『Boys Don't Cry』
  - 『Boys Don't Cry』アフタートークイベント一部（2018年10月14日、Zher the ZOO YOYOGI）

### 書籍
- ミュージカル『テニスの王子様』2nd Season Memories 81smiles（2014年11月14日）

### 雑誌
- キャストサイズVol.13
- キャストサイズ夏の特別号2015
- キャストサイズVol.16
- キャストサイズ夏の特別号2017
- アニメージュ2019年１月号
- CDJournal2019年1月号
- アニメージュ2019年10月号
- ジャンプSQ.2020年4月号

### 解説
1. 1 2 3  新型コロナウイルスの感染拡大を鑑み、全公演中止となった。
2. ↑  検温で平熱以上の関係者が出たため大事をとって14日・15日の公演中止となった。